# スカパー! チャンネル一覧
スカパー! チャンネル一覧（スカパー チャンネルいちらん）は、東経110度に位置するBSAT-3b、同3c、N-SAT-110、JCSAT-110Rによって行われる衛星基幹放送のスカパー!（以下SP）、東経128度に位置するJCSAT-3Aおよび東経124度に位置するJCSAT-4Bによって行われる衛星一般放送のスカパー!プレミアムサービス（旧：スカパー!HD（以下HD）、スカパー!SD（以下SD））、および有線一般放送（光放送）のスカパー!プレミアムサービス光（旧：スカパー!光）において放送されている、あるいは過去に放送されていたチャンネルの一覧である。
なお、背景色の ピンク は成人向けのアダルトチャンネル、 黄色 はラジオチャンネル、 水色 はデータ放送を行うチャンネルを示す。

## 放送中のチャンネル
2025年7月時点
- チャンネル番号
  - 「スカパー!」（東経110度CS・BSデジタル放送）は、東経110度CS放送ならびにBS放送での放送チャンネル（MPEG-2圧縮放送）。そのうち、「BS」が付いているチャンネルはBSデジタル放送で、［］内の数字はリモコンキーID。それ以外のチャンネルは東経110度CSデジタル放送。画角情報はハイビジョン放送は16:9。「◆」は16:9の標準画質放送チャンネル（放送チャンネルのハイビジョン化に伴うもの）。
  - 「プレミアム」はスカパー!プレミアムサービス、スカパー!プレミアムサービス光のMPEG-4 AVC/H.264圧縮放送チャンネル。画角情報はハイビジョン放送は16:9。スカパー!プレミアムサービスの標準画質放送（MPEG-2圧縮）は2015年3月31日をもって完全終了し、全チャンネルがハイビジョンとなった。
- チャンネル名
  - 太字のチャンネルはハイビジョン放送チャンネル（但し、スカパー!では一部のチャンネルは標準画質放送チャンネル。上記の「◆」が該当）。
- ベーシックパック
  - 「SKP」の「■」はスカパー!基本プランに含まれ、セレクト5・セレクト10で選択可能なチャンネル（ただし「BS釣りビジョン」「囲碁・将棋チャンネル」は、セレクト5・セレクト10では選択不可）。
  - 「PP」の「●」はプレミアムパックに含まれ、プレミアム15で選択可能なチャンネル。
  - 「光」の「★」はスカパー!光パックHDに含まれるチャンネル。

### 映画
| Ch番号    | Ch番号     | チャンネル名                             | ベーシックパック | ベーシックパック | ベーシックパック | 備考 |
| スカパー! | プレミアム | チャンネル名                             | SKP              | PP               | 光               | 備考 |
| --------- | ---------- | ---------------------------------------- | ---------------- | ---------------- | ---------------- | --- |
| BS193     | 623        | WOWOW シネマ                             |                  |                  |                  | スカパー!を介さない直接契約が可能 |
| BS201     | 625        | BS10スターチャンネル                     |                  |                  |                  | スカパー!では、2025年1月9日までCh.BS200「スターチャンネル」として放送 スカパー!を介さない直接契約が可能 Ch.BS200にて「BS10」が無料放送中 |
| BS252     | 630        | WOWOWプラス 映画・ドラマ・スポーツ・音楽 | ■                | ●                | ★                | |
| BS255     | 634        | 日本映画専門チャンネル                   | ■                | ●                | ★                | |
| 218       | 629        | 東映チャンネル                           | ■                |                  |                  | |
| 219       | 628        | 衛星劇場                                 |                  |                  |                  | プレミアムサービス・プレミアムサービス光では、満20歳以上を対象とする番組を視聴する場合、通常の視聴契約とは別に、年齢確認を行う特別な手続きが必要 スカパー!では、プレミアムサービス・プレミアムサービス光にて満20歳以上を対象とする番組の放送時間帯は、R-15指定（15歳未満は視聴不可）の番組に差し替えている |
| 223       | 633        | 映画・チャンネルNECO                     | ■                | ●                | ★                | |
| 227       | 631        | ザ・シネマ                               | ■                | ●                | ★                | |
| 240       | 632        | ムービープラス                           | ■                | ●                | ★                | |
|           | 635        | V☆パラダイス                             |                  |                  |                  | |
|           | 636        | エキサイティング・グランプリ             |                  |                  |                  | |

### スポーツ
| Ch番号    | Ch番号     | チャンネル名                       | ベーシックパック | ベーシックパック | ベーシックパック | 備考 |
| スカパー! | プレミアム | チャンネル名                       | SKP              | PP               | 光               | 備考 |
| --------- | ---------- | ---------------------------------- | ---------------- | ---------------- | ---------------- | --- |
| BS242     | 603        | J SPORTS 1                         |                  |                  | ★                | |
| BS243     | 604        | J SPORTS 2                         |                  |                  | ★                | |
| BS244     | 606        | J SPORTS 3                         |                  | ●                | ★                | |
| BS245     | 605        | J SPORTS 4                         |                  |                  |                  | |
| 250       | 607        | スカイA                            | ■                | ●                | ★                | |
| 254       | 602        | GAORA SPORTS                       | ■                |                  | ★                | |
| 257       | 608        | 日テレジータス                     | ■                | ●                | ★                | 「日テレプラス ドラマ・アニメ・音楽ライブ」「日テレNEWS24」との3チャンネルセットとして販売 日テレジータス単体契約は不可 |
| 262       | 601        | ゴルフネットワーク                 |                  |                  | ★                | |
| 800       | 580        | スポーツライブ+                    | ■                | ●                | ★                | |
|           | 584        | スポーツライブ+2                   |                  |                  |                  | |
|           | 600        | FIGHTING TV サムライ               |                  |                  |                  | |
|           | 609        | 刺激ストロングチャンネル           |                  | ●                | ★                | |
|           | 665        | ダンスチャンネル by エンタメ〜テレ |                  | ●                | ★                | |

### 総合エンターテイメント
| Ch番号      | Ch番号     | チャンネル名                                      | ベーシックパック | ベーシックパック | ベーシックパック | 備考 |
| スカパー!   | プレミアム | チャンネル名                                      | SKP              | PP               | 光               | 備考 |
| ----------- | ---------- | ------------------------------------------------- | ---------------- | ---------------- | ---------------- | --- |
| BS191 ［9］ | 621        | WOWOW プライム                                    |                  |                  |                  | スカパー!を介さない直接契約が可能 |
| BS192       | 622        | WOWOW ライブ                                      |                  |                  |                  | スカパー!を介さない直接契約が可能 |
| BS256       | 620        | ディズニー・チャンネル                            | ■                | ●                | ★                | |
| 296         | 616        | TBSチャンネル1 最新ドラマ・音楽・映画             | ■                | ●                | ★                | |
| 297         | 617        | TBSチャンネル2 名作ドラマ・スポーツ・アニメ       | ■                | ●                | ★                | |
| 298         | 611        | テレ朝チャンネル1                                 | ■                | ●                | ★                | |
| 299         | 612        | テレ朝チャンネル2                                 | ■                | ●                | ★                | |
| 300         | 619        | 日テレプラス ドラマ・アニメ・音楽ライブ           | ■                | ●                | ★                | 「日テレジータス」「日テレNEWS24」との3チャンネルセットとして販売 日テレプラス単体契約は不可 |
| 301         | 618        | エンタメ〜テレ☆シネドラバラエティ                 | ■                | ●                | ★                | |
| 305         | 664        | チャンネル銀河 歴史ドラマ・サスペンス・日本のうた | ■                | ●                |                  | プレミアムサービス光では放送されていない |
| 307         | 614        | フジテレビONE スポーツ・バラエティ                | ■                | ●                | ★                | |
| 308         | 615        | フジテレビTWO ドラマ・アニメ                      | ■                | ●                | ★                | |
| 309         | 613        | フジテレビNEXT ライブ・プレミアム                 |                  |                  |                  | |
| 801         | 581        | スカチャン1                                       |                  |                  |                  | ※スカチャンで放送される番組には、以下の形式がある - 無料放送 - スカパー!プレミアムサービス・110度CSデジタルの放送受信環境があれば、未加入でも視聴が可能 - 契約者特典放送 - スカパー!プレミアムサービス・スカパー!へ加入し、スカパー!プレミアムサービス・スカパー!で放送するどれか1つの有料チャンネルまたはチャンネル・パック・セットを契約することにより視聴が可能 - パックセットが提供する放送 - 特定の商品（パック・セット等）の契約をすることにより視聴が可能 - ペイ・パー・ビュー（PPV） - 番組毎に料金が発生する放送。受信機の操作により番組を購入することで視聴が可能。また事前に「視聴チケット（PPS）」を各番組あるいはシリーズごとに購入することにより視聴が可能となる - 各有料チャンネルが提供する番組はその有料チャンネルまたはそれを含むパック・セットと契約することにより割引が適用される プレミアムサービスCh.581「スカチャン1」は2020年6月1日より24時間放送休止 |
|             | 585        | スカチャン5                                       |                  |                  |                  | ※スカチャンで放送される番組には、以下の形式がある - 無料放送 - スカパー!プレミアムサービス・110度CSデジタルの放送受信環境があれば、未加入でも視聴が可能 - 契約者特典放送 - スカパー!プレミアムサービス・スカパー!へ加入し、スカパー!プレミアムサービス・スカパー!で放送するどれか1つの有料チャンネルまたはチャンネル・パック・セットを契約することにより視聴が可能 - パックセットが提供する放送 - 特定の商品（パック・セット等）の契約をすることにより視聴が可能 - ペイ・パー・ビュー（PPV） - 番組毎に料金が発生する放送。受信機の操作により番組を購入することで視聴が可能。また事前に「視聴チケット（PPS）」を各番組あるいはシリーズごとに購入することにより視聴が可能となる - 各有料チャンネルが提供する番組はその有料チャンネルまたはそれを含むパック・セットと契約することにより割引が適用される プレミアムサービスCh.581「スカチャン1」は2020年6月1日より24時間放送休止 |
|             | 586        | スカチャン6                                       |                  |                  |                  | ※スカチャンで放送される番組には、以下の形式がある - 無料放送 - スカパー!プレミアムサービス・110度CSデジタルの放送受信環境があれば、未加入でも視聴が可能 - 契約者特典放送 - スカパー!プレミアムサービス・スカパー!へ加入し、スカパー!プレミアムサービス・スカパー!で放送するどれか1つの有料チャンネルまたはチャンネル・パック・セットを契約することにより視聴が可能 - パックセットが提供する放送 - 特定の商品（パック・セット等）の契約をすることにより視聴が可能 - ペイ・パー・ビュー（PPV） - 番組毎に料金が発生する放送。受信機の操作により番組を購入することで視聴が可能。また事前に「視聴チケット（PPS）」を各番組あるいはシリーズごとに購入することにより視聴が可能となる - 各有料チャンネルが提供する番組はその有料チャンネルまたはそれを含むパック・セットと契約することにより割引が適用される プレミアムサービスCh.581「スカチャン1」は2020年6月1日より24時間放送休止 |
|             | 587        | スカチャン7                                       |                  |                  |                  | ※スカチャンで放送される番組には、以下の形式がある - 無料放送 - スカパー!プレミアムサービス・110度CSデジタルの放送受信環境があれば、未加入でも視聴が可能 - 契約者特典放送 - スカパー!プレミアムサービス・スカパー!へ加入し、スカパー!プレミアムサービス・スカパー!で放送するどれか1つの有料チャンネルまたはチャンネル・パック・セットを契約することにより視聴が可能 - パックセットが提供する放送 - 特定の商品（パック・セット等）の契約をすることにより視聴が可能 - ペイ・パー・ビュー（PPV） - 番組毎に料金が発生する放送。受信機の操作により番組を購入することで視聴が可能。また事前に「視聴チケット（PPS）」を各番組あるいはシリーズごとに購入することにより視聴が可能となる - 各有料チャンネルが提供する番組はその有料チャンネルまたはそれを含むパック・セットと契約することにより割引が適用される プレミアムサービスCh.581「スカチャン1」は2020年6月1日より24時間放送休止 |
|             | 588        | スカチャン8                                       |                  |                  |                  | ※スカチャンで放送される番組には、以下の形式がある - 無料放送 - スカパー!プレミアムサービス・110度CSデジタルの放送受信環境があれば、未加入でも視聴が可能 - 契約者特典放送 - スカパー!プレミアムサービス・スカパー!へ加入し、スカパー!プレミアムサービス・スカパー!で放送するどれか1つの有料チャンネルまたはチャンネル・パック・セットを契約することにより視聴が可能 - パックセットが提供する放送 - 特定の商品（パック・セット等）の契約をすることにより視聴が可能 - ペイ・パー・ビュー（PPV） - 番組毎に料金が発生する放送。受信機の操作により番組を購入することで視聴が可能。また事前に「視聴チケット（PPS）」を各番組あるいはシリーズごとに購入することにより視聴が可能となる - 各有料チャンネルが提供する番組はその有料チャンネルまたはそれを含むパック・セットと契約することにより割引が適用される プレミアムサービスCh.581「スカチャン1」は2020年6月1日より24時間放送休止 |
|             | 589        | スカチャン9                                       |                  |                  |                  | ※スカチャンで放送される番組には、以下の形式がある - 無料放送 - スカパー!プレミアムサービス・110度CSデジタルの放送受信環境があれば、未加入でも視聴が可能 - 契約者特典放送 - スカパー!プレミアムサービス・スカパー!へ加入し、スカパー!プレミアムサービス・スカパー!で放送するどれか1つの有料チャンネルまたはチャンネル・パック・セットを契約することにより視聴が可能 - パックセットが提供する放送 - 特定の商品（パック・セット等）の契約をすることにより視聴が可能 - ペイ・パー・ビュー（PPV） - 番組毎に料金が発生する放送。受信機の操作により番組を購入することで視聴が可能。また事前に「視聴チケット（PPS）」を各番組あるいはシリーズごとに購入することにより視聴が可能となる - 各有料チャンネルが提供する番組はその有料チャンネルまたはそれを含むパック・セットと契約することにより割引が適用される プレミアムサービスCh.581「スカチャン1」は2020年6月1日より24時間放送休止 |
|             | 590        | スカチャン10                                      |                  |                  |                  | ※スカチャンで放送される番組には、以下の形式がある - 無料放送 - スカパー!プレミアムサービス・110度CSデジタルの放送受信環境があれば、未加入でも視聴が可能 - 契約者特典放送 - スカパー!プレミアムサービス・スカパー!へ加入し、スカパー!プレミアムサービス・スカパー!で放送するどれか1つの有料チャンネルまたはチャンネル・パック・セットを契約することにより視聴が可能 - パックセットが提供する放送 - 特定の商品（パック・セット等）の契約をすることにより視聴が可能 - ペイ・パー・ビュー（PPV） - 番組毎に料金が発生する放送。受信機の操作により番組を購入することで視聴が可能。また事前に「視聴チケット（PPS）」を各番組あるいはシリーズごとに購入することにより視聴が可能となる - 各有料チャンネルが提供する番組はその有料チャンネルまたはそれを含むパック・セットと契約することにより割引が適用される プレミアムサービスCh.581「スカチャン1」は2020年6月1日より24時間放送休止 |
|             | 591        | スカチャン11                                      |                  |                  |                  | ※スカチャンで放送される番組には、以下の形式がある - 無料放送 - スカパー!プレミアムサービス・110度CSデジタルの放送受信環境があれば、未加入でも視聴が可能 - 契約者特典放送 - スカパー!プレミアムサービス・スカパー!へ加入し、スカパー!プレミアムサービス・スカパー!で放送するどれか1つの有料チャンネルまたはチャンネル・パック・セットを契約することにより視聴が可能 - パックセットが提供する放送 - 特定の商品（パック・セット等）の契約をすることにより視聴が可能 - ペイ・パー・ビュー（PPV） - 番組毎に料金が発生する放送。受信機の操作により番組を購入することで視聴が可能。また事前に「視聴チケット（PPS）」を各番組あるいはシリーズごとに購入することにより視聴が可能となる - 各有料チャンネルが提供する番組はその有料チャンネルまたはそれを含むパック・セットと契約することにより割引が適用される プレミアムサービスCh.581「スカチャン1」は2020年6月1日より24時間放送休止 |

### 音楽
| Ch番号    | Ch番号     | チャンネル名                    | ベーシックパック | ベーシックパック | ベーシックパック | 備考                                 |
| スカパー! | プレミアム | チャンネル名                    | SKP              | PP               | 光               | 備考                                 |
| --------- | ---------- | ------------------------------- | ---------------- | ---------------- | ---------------- | ------------------------------------ |
| 321◆      | 639        | ミュージック・ジャパンTV        | ■                | ●                | ★                |                                      |
| 322       | 642        | 音楽・ライブ!スペースシャワーTV | ■                | ●                | ★                |                                      |
| 323       | 640        | MTV                             | ■                | ●                | ★                |                                      |
| 324◆      | 638        | ミュージック・エア              | ■                | ●                | ★                |                                      |
| 325       | 641        | MUSIC ON! TV（エムオン!）       | ■                | ●                | ★                |                                      |
| 329◆      | 644        | 歌謡ポップスチャンネル          | ■                | ●                | ★                |                                      |
|           | 645        | ミュージック・グラフィティTV    |                  | ●                | ★                | Ch.703「地方競馬ナイン」と帯域を共用 |

### 海外ドラマ・バラエティ・韓流
| Ch番号    | Ch番号     | チャンネル名                           | ベーシックパック | ベーシックパック | ベーシックパック | 備考                                                                                           |
| スカパー! | プレミアム | チャンネル名                           | SKP              | PP               | 光               | 備考                                                                                           |
| --------- | ---------- | -------------------------------------- | ---------------- | ---------------- | ---------------- | ---------------------------------------------------------------------------------------------- |
| 310       | 647        | スーパー!ドラマTV #海外ドラマ☆エンタメ | ■                | ●                | ★                |                                                                                                |
| 311◆      | 650        | アクションチャンネル                   | ■                | ●                | ★                |                                                                                                |
| 312       | 651        | Dlife（ディーライフ）                  | ■                | ●                | ★                | 2025年5月1日に「Dlife」から名称変更                                                            |
| 314       | 654        | 女性チャンネル♪LaLa TV                 | ■                | ●                | ★                |                                                                                                |
| 316◆      | 649        | ミステリーチャンネル                   | ■                | ●                | ★                |                                                                                                |
| 317       | 656        | KBS World 韓流専門チャンネル           | ■                | ●                | ★                |                                                                                                |
| 318       | 658        | Mnet                                   |                  |                  |                  |                                                                                                |
|           | 655        | アジアドラマチックTV（アジドラ）       |                  | ●                | ★                |                                                                                                |
|           | 657        | KNTV                                   |                  |                  |                  | スカパー!・Ch.801「スカチャン1」にてKNTVの番組を放送中（プレミアムサービスと一部編成が異なる） |

### 国内ドラマ・バラエティ・舞台
| Ch番号    | Ch番号     | チャンネル名                                    | ベーシックパック | ベーシックパック | ベーシックパック | 備考                                                                             |
| スカパー! | プレミアム | チャンネル名                                    | SKP              | PP               | 光               | 備考                                                                             |
| --------- | ---------- | ----------------------------------------------- | ---------------- | ---------------- | ---------------- | -------------------------------------------------------------------------------- |
| 290       |            | TAKARAZUKA SKY STAGE                            |                  |                  |                  | スカパー!のみの放送 プレミアムサービス・プレミアムサービス光では放送されていない |
| 292       | 662        | 時代劇専門チャンネル                            | ■                | ●                | ★                |                                                                                  |
| 293       | 660        | ファミリー劇場                                  | ■                | ●                | ★                |                                                                                  |
| 294◆      | 661        | ホームドラマチャンネル 韓流・時代劇・国内ドラマ | ■                | ●                | ★                |                                                                                  |
| 295       | 659        | MONDO TV                                        | ■                | ●                | ★                |                                                                                  |
|           | 535        | 大人のイキヌキ!ヌーヴェルパラダイス             |                  |                  |                  | 2016年5月31日まではアダルトジャンルのCh.969で放送                                |
|           | 663        | アイドル専門チャンネルPigoo                     |                  |                  |                  |                                                                                  |

### アニメ
| Ch番号    | Ch番号     | チャンネル名                                   | ベーシックパック | ベーシックパック | ベーシックパック | 備考 |
| スカパー! | プレミアム | チャンネル名                                   | SKP              | PP               | 光               | 備考 |
| --------- | ---------- | ---------------------------------------------- | ---------------- | ---------------- | ---------------- | ---- |
| BS236     | 670        | アニマックス                                   | ■                | ●                | ★                |      |
| 330       | 669        | キッズステーション テレビアニメ・劇場版・OVA   | ■                | ●                | ★                |      |
| 331◆      | 668        | カートゥーン ネットワーク 海外アニメ国内アニメ | ■                | ●                | ★                |      |
| 333       | 667        | アニメシアターX（AT-X）                        |                  |                  |                  |      |

### ドキュメンタリー
| Ch番号    | Ch番号     | チャンネル名                                   | ベーシックパック | ベーシックパック | ベーシックパック | 備考 |
| スカパー! | プレミアム | チャンネル名                                   | SKP              | PP               | 光               | 備考 |
| --------- | ---------- | ---------------------------------------------- | ---------------- | ---------------- | ---------------- | ---- |
| 340◆      | 676        | ディスカバリーチャンネル                       | ■                | ●                | ★                |      |
| 341◆      | 677        | アニマルプラネット                             | ■                | ●                | ★                |      |
| 342       | 674        | ヒストリーチャンネル 日本・世界の歴史&エンタメ | ■                | ●                | ★                |      |
| 343       | 675        | ナショナル ジオグラフィック                    | ■                | ●                | ★                |      |

### ニュース・ビジネス経済
- スカパー!のジャンル名称は「ニュース」。

| Ch番号    | Ch番号     | チャンネル名              | ベーシックパック | ベーシックパック | ベーシックパック | 備考 |
| スカパー! | プレミアム | チャンネル名              | SKP              | PP               | 光               | 備考 |
| --------- | ---------- | ------------------------- | ---------------- | ---------------- | ---------------- | --- |
| 349       | 571        | 日テレNEWS24              | ■                | ●                | ★                | 「日テレジータス」「日テレプラス ドラマ・アニメ・音楽ライブ」との3チャンネルセットとして販売 日テレNEWS24単体契約は不可 |
| 351       | 572        | TBS NEWS                  | ■                | ●                | ★                | |
| 353◆      | 565        | BBCニュース               | ■                | ●                | ★                | |
| 354◆      | 566        | CNNj                      | ■                | ●                | ★                | |
|           | 560        | SORA-お天気チャンネル-    |                  | ●                | ★                | |
|           | 567        | CNN U.S.                  |                  |                  |                  | 「CNNj」とは別内容 |
|           | 568        | 中国テレビ★大富チャンネル |                  | ●                |                  | |
|           | 570        | 日経CNBC                  |                  | ●                | ★                | |

### 娯楽・趣味
| Ch番号    | Ch番号     | チャンネル名              | ベーシックパック | ベーシックパック | ベーシックパック | 備考                                                                            |
| スカパー! | プレミアム | チャンネル名              | SKP              | PP               | 光               | 備考                                                                            |
| --------- | ---------- | ------------------------- | ---------------- | ---------------- | ---------------- | ------------------------------------------------------------------------------- |
| BS251     | 540        | 釣りビジョン              | ■                |                  | ★                | スカパー!のチャンネル名称は「BS釣りビジョン」 セレクト5・セレクト10では選択不可 |
|           | 529        | ベターライフチャンネル    |                  |                  |                  | 無料放送                                                                        |
|           | 536        | パチンコ★パチスロTV!      |                  |                  |                  |                                                                                 |
|           | 537        | パチ・スロ サイトセブンTV |                  |                  |                  |                                                                                 |
|           | 542        | 寄席チャンネル            |                  | ●                | ★                | Ch.702「地方競馬ナイン」と帯域を共用                                            |
|           | 544        | 旅チャンネル              |                  | ●                | ★                |                                                                                 |
|           | 546        | 鉄道チャンネル            |                  | ●                | ★                |                                                                                 |

### 教育
| Ch番号    | Ch番号     | チャンネル名         | ベーシックパック | ベーシックパック | ベーシックパック | 備考                              |
| スカパー! | プレミアム | チャンネル名         | SKP              | PP               | 光               | 備考                              |
| --------- | ---------- | -------------------- | ---------------- | ---------------- | ---------------- | --------------------------------- |
| 339       | 672        | ディズニージュニア   | ■                | ●                | ★                |                                   |
| 363◆      | 521        | 囲碁・将棋チャンネル | ■                | ●                | ★                | セレクト5・セレクト10では選択不可 |

### 公営競技
| Ch番号    | Ch番号     | チャンネル名                  | ベーシックパック | ベーシックパック | ベーシックパック | 備考                                               |
| スカパー! | プレミアム | チャンネル名                  | SKP              | PP               | 光               | 備考                                               |
| --------- | ---------- | ----------------------------- | ---------------- | ---------------- | ---------------- | -------------------------------------------------- |
| BS234     | 688        | グリーンチャンネル            |                  |                  |                  |                                                    |
|           | 678        | 南関東地方競馬チャンネル      |                  |                  |                  |                                                    |
|           | 680        | JLC680                        |                  |                  |                  |                                                    |
|           | 681        | JLC681                        |                  |                  |                  |                                                    |
|           | 682        | JLC682                        |                  |                  |                  |                                                    |
|           | 683        | JLC683                        |                  |                  |                  |                                                    |
|           | 684        | JLC684                        |                  |                  |                  |                                                    |
|           | 689        | グリーンチャンネル2           |                  |                  |                  |                                                    |
|           | 690        | SPEEDチャンネル（競輪ライブ） |                  |                  |                  |                                                    |
|           | 691        | SPEEDチャンネル（競輪ライブ） |                  |                  |                  |                                                    |
|           | 692        | SPEEDチャンネル（競輪ライブ） |                  |                  |                  |                                                    |
|           | 693        | SPEEDチャンネル（競輪ライブ） |                  |                  |                  |                                                    |
|           | 694        | SPEEDチャンネル（競輪ライブ） |                  |                  |                  |                                                    |
|           | 695        | SPEEDチャンネル（競輪ライブ） |                  |                  |                  |                                                    |
|           | 696        | SPEEDチャンネル（競輪ライブ） |                  |                  |                  |                                                    |
|           | 701        | 地方競馬ナイン                |                  |                  |                  |                                                    |
|           | 702        | 地方競馬ナイン                |                  |                  |                  | Ch.542「寄席チャンネル」と帯域を共用               |
|           | 703        | 地方競馬ナイン                |                  |                  |                  | Ch.645「ミュージック・グラフィティTV」と帯域を共用 |

### 外国語放送
| Ch番号     | チャンネル名                   | ベーシックパック | ベーシックパック | 備考 |
| プレミアム | チャンネル名                   | PP               | 光               | 備考 |
| ---------- | ------------------------------ | ---------------- | ---------------- | ---- |
| 518        | フェニックステレビ（鳳凰衛視） |                  |                  |      |

### ショッピング
- 全て無料放送。

| Ch番号    | Ch番号     | チャンネル名            | ベーシックパック | ベーシックパック | ベーシックパック | 備考                                                         |
| スカパー! | プレミアム | チャンネル名            | SKP              | PP               | 光               | 備考                                                         |
| --------- | ---------- | ----------------------- | ---------------- | ---------------- | ---------------- | ------------------------------------------------------------ |
| 055       | 523        | ショップチャンネル      |                  |                  |                  |                                                              |
| 161       | 525        | QVC（キューヴィーシー） |                  |                  |                  | 東経110度CS放送受信確認ガイドチャンネル（スカパー!・Ch.161） |
|           | 527        | ジュエリー☆GSTV         |                  |                  |                  |                                                              |
|           | 528        | セレクトショッピング    |                  |                  |                  |                                                              |

### アダルト
- 満20歳以上を対象とする番組を視聴する場合、通常の視聴契約とは別に、年齢確認を証明する手続きが必要。
- 全てスカパー!プレミアムサービス・スカパー!プレミアムサービス光のみの放送で、スカパー!（東経110度CS・BS放送）での放送は一切ない。

| Ch番号     | チャンネル名           | ベーシックパック | ベーシックパック | 備考 |
| プレミアム | チャンネル名           | PP               | 光               | 備考 |
| ---------- | ---------------------- | ---------------- | ---------------- | ---- |
| 942        | kmpチャンネル          |                  |                  |      |
| 943        | プレイボーイチャンネル |                  |                  |      |
| 944        | レインボーチャンネル   |                  |                  |      |
| 945        | ミッドナイト・ブルー   |                  |                  |      |
| 946        | パラダイステレビ       |                  |                  |      |
| 947        | チェリーボム           |                  |                  |      |
| 957        | VENUS                  |                  |                  |      |
| 958        | バニラスカイチャンネル |                  |                  |      |
| 959        | エンタ!959             |                  |                  |      |
| 960        | Zaptv                  |                  |                  |      |
| 963        | ダイナマイトTV         |                  |                  |      |
| 964        | AV王                   |                  |                  |      |
| 965        | レッドチェリー         |                  |                  |      |
| 966        | Splash                 |                  |                  |      |
| 967        | フラミンゴ             |                  |                  |      |

### 番組案内・ガイド
| Ch番号    | Ch番号     | チャンネル名                   | ベーシックパック | ベーシックパック | ベーシックパック | 備考                                                |
| スカパー! | プレミアム | チャンネル名                   | SKP              | PP               | 光               | 備考                                                |
| --------- | ---------- | ------------------------------ | ---------------- | ---------------- | ---------------- | --------------------------------------------------- |
| BS791     |            | WOWOW データ                   |                  |                  |                  | データ放送                                          |
| BS792     |            | WOWOW データ                   |                  |                  |                  | データ放送                                          |
| BS800     |            | BS10スターチャンネル データ800 |                  |                  |                  | データ放送                                          |
| BS849     |            | スカパー!ガイド                |                  |                  |                  | データ放送                                          |
| 101       |            | スカパー!インフォ              |                  |                  |                  | データ放送                                          |
|           | 599        | スカパー!プロモ599             |                  |                  |                  | 無料放送 プレミアムサービス受信確認ガイドチャンネル |

## 放送を終了したチャンネル
チャンネル番号・チャンネル名は放送終了時のもの。

### スカパー!
- 旧：プラット・ワン、スカイパーフェクTV!2、スカイパーフェクTV!110、e2 by スカパー!、スカパー!e2において終了したチャンネルを含む。
- 太字はハイビジョン・4K放送チャンネル。「◆」は16:9の標準画質放送チャンネル。
- （注）：○はスカパー!プレミアムサービス・スカパー!プレミアムサービス光で放送を継続しているチャンネル。

| Ch             | （注）   | チャンネル名                         | 備考 |
| -------------- | -------- | ------------------------------------ | --- |
| BS4K191 ［9］  |          | WOWOW 4K                             | WOWOW（Ch.BS191〜193）契約者は視聴するにあたり、WOWOWへ4K放送を見られる機器の登録（4K放送登録）が別途必要だった WOWOW 4K単体契約は不可 スカパー!を介さない直接契約が可能だった         |
| BS201          |          | スターチャンネル2                    | 現在は「BS10スターチャンネル」を放送中 |
| BS202          |          | スターチャンネル3                    | |
| BS4K203 ［10］ |          | ザ・シネマ 4K                        | J:COMほか一部ケーブルテレビで2023年3月31日まで放送 |
| BS238          |          | FOXスポーツ&エンターテイメント       | ←FOX bs238 |
| BS241          |          | BSスカパー!                          | 契約者は全員無料 |
| BS840          |          | スカパー!ガイド                      | 現在は別の放送事業者が継続、Ch.BS849で放送 |
| BS841          |          | BSスカパー!データ                    | |
| 001            |          | e2メイト                             | |
| 006            |          | 電波少年的放送局                     | 番組供給会社変更 「パンチクラブ」にチャンネル変更 |
| 007            |          | ブルームバーグテレビジョン           | プラット・ワンでの放送終了後、WOWOWデジタルプラスで放送 |
| 010            |          | データカレッジ                       | |
| 025            |          | BBC JAPAN                            | |
| 027            |          | 027ch                                | 番組供給会社不明 |
| 055            |          | ep055チャンネル                      | 「ショップチャンネル」に変更 当初はe2（現：スカパー!）のサービス対象外だった |
| 056            |          | ep056チャンネル                      | |
| 060            |          | ep060チャンネル                      | |
| 079            |          | epチャンネル                         | |
| 080            |          | シネマ080                            | |
| 081            | ○        | 囲碁・将棋チャンネル                 | 2012年10月1日よりCh.363にて放送再開 （16:9SD放送） |
| 085            |          | BBTV                                 | |
| 088            |          | ベルメゾンTV                         | |
| 089            |          | ベルメゾンTV                         | |
| 090            |          | WOWOW PPVナビ                        | |
| 091 - 094      |          | WOWOW PPV                            | |
| 100◆           |          | スカパー!プロモ100                   | |
| 101            |          | TAKARAZUKA SKY STAGE プロモ          | 現在は「スカパー!インフォ」を放送中 |
| 110            |          | ワンテンポータル                     | |
| 123            |          | CS映画                               | |
| 147            |          | CS日本番組ガイド                     | ←ベルーナお買い物テレビ |
| 160            |          | C-TBSウェルカムチャンネル            | 閉局までは本チャンネルがスカパー!の東経110度CS放送受信確認ガイドチャンネルだった |
| 168、169       |          | たまごとじ                           | |
| 170            |          | BAZ                                  | |
| 177            | ○        | ショップチャンネル                   | 東経110度CS放送はCh.055（SCサテライト放送、当初はe2（現：スカパー!）のサービス対象外）に移行                                                                                           |
| 183            |          | ディノスチャンネル                   | ←フジテレビ.ディノス |
| 185            |          | プライム365.TV                       | |
| 194            |          | インターローカルTV                   | 番組供給会社変更 チャンネル番号変更 「ホームドラマチャンネル 韓流・時代劇・国内ドラマ」にチャンネル変更 画角情報変更 当初は「AQステーション」の名称で放送されていた                    |
| 225            | ○        | カミングスーンTV                     | 2018年10月1日にCh.301にて「エンタメ〜テレ☆シネドラバラエティ」として放送再開 |
| 229◆           |          | FOXムービー プレミアム               | →FOXムービー 2016年4月1日にCh.316「AXNミステリー」にチャンネル変更 現在は「ミステリーチャンネル」として放送中                                                                          |
| 231            | ○        | スター・チャンネル プラス            | 「スター・チャンネル ハイビジョン」の放送開始に伴い一旦放送終了（2007年12月1日にCh.237にて再開）                                                                                       |
| 233            | ○ （HD） | スター・チャンネル ハイビジョン      | BSデジタル放送BS200の「スター・チャンネルBS」が「スター・チャンネル ハイビジョン」に変更することに伴い東経CS110度での放送を終了 現在はCh.BS201にて「BS10スターチャンネル」として放送中 |
| 235            |          | グルメ旅★Foodies TV                  | →FOODIES TV |
| 236            | ○        | カラオケチャンネル                   | 現：歌謡ポップスチャンネル（2012年10月1日にCh.329にて放送再開） |
| 250            |          | アクティブ! スポーツチャンネル       | 2012年1月24日に「スカイ・A sports+（現：スカイA）」がCh.255からチャンネル変更 |
| 259            | ○        | FIGHTING TV サムライ                 | |
| 260◆           |          | ザ・ゴルフ・チャンネル               | |
| 271            | ○        | 日経CNBC                             | |
| 291            |          | パンチクラブ                         | 番組供給会社変更 「fashiontv」にチャンネル名変更 |
| 315            |          | fashiontv                            | 番組供給会社変更 「FOXプラス（→FOXムービー）」にチャンネル変更 |
| 321◆           |          | 100%ヒッツ!スペースシャワーTV プラス | 2025年6月30日で放送終了し、翌7月1日より番組供給会社変更 「ミュージック・ジャパンTV」にチャンネル変更                                                                                   |
| 334            |          | ディズニーXD                         | 番組供給会社変更 チャンネル番号変更 「歌謡ポップスチャンネル」にチャンネル変更 画角情報変更                                                                                            |
| 360            |          | 囲碁名人戦・朝日オープン将棋         | |
| 361            |          | ジャスト・アイ インフォメーション    | |
| 362◆           | ○        | 旅チャンネル                         | 2016年10月1日にCh.295「MONDO TV」にチャンネル変更 |
| 500            |          | 横浜ベイスターズチャンネル           | |
| 501、511、512  |          | ム・ーハ                             | |
| 699            |          | 試験チャンネル699                    | |
| 700 - 719      |          | サウンドテリア                       | |
| 721            | ○        | 囲碁・将棋チャンネル                 | プラット・ワンでの放送終了後、WOWOWデジタルプラスで放送 2012年10月1日よりCh.363にて放送再開 （16:9SD放送）                                                                             |
| 799            |          | スカチャンHD799                      | 2010 FIFAワールドカップ専用期間限定チャンネル |
| 800            |          | スカサカ!                            | ←スカチャン0 現在は「スポーツライブ+」を放送中 |
| 802◆           |          | スカチャン2                          | |
| 804            |          | スカチャン804                        | |
| 805◆           |          | スカチャン3                          | |
| 4K821          |          | J SPORTS 1（4K）                     | |
| 4K822          |          | J SPORTS 2（4K）                     | |
| 4K823          |          | J SPORTS 3（4K）                     | |
| 4K824          |          | J SPORTS 4（4K）                     | |
| 4K880          |          | 日本映画 + 時代劇 4K                 | J:COMほか一部ケーブルテレビでは放送中 |
| 4K881          |          | スターチャンネル 4K                  | |
| 4K882          |          | スカチャン1 4K                       | 「スカチャン1」とは別内容 4Kチャンネル契約者は無料 新4K8K衛星放送（左旋） 受信確認ガイドチャンネル                                                                                     |
| 4K883          |          | スカチャン2 4K                       | 4Kチャンネル契約者は無料 |
| 888            |          | スター・チャンネル ハイビジョン      | 2007年2月6日よりチャンネル番号がCh.233に変更 |
| 900            |          | おー当たりch                         | |
| 901            |          | お! 宝ch                             | |
| 902            |          | CS教育テレビ                         | |
| 903            |          | HanoHano!フラダンス天国              | |
| 909            |          | ゲーちゃん                           | |
| 963            |          | ハローTivi!                          | |
| 964            |          | モバイルJAM                          | |
| 966            |          | スポーツTivi!                        | |
| 967            |          | ニュースTivi!                        | |
| 990            |          | 生活スタイルTV                       | |
| 991            |          | SHOP&TV5                             | |

### スカパー!プレミアムサービス
- 旧：パーフェクTV!、スカパー!HDにおいて終了したチャンネルを含む。太字はハイビジョン・4K放送チャンネル。

| Ch        | チャンネル名                                 | 備考 |
| --------- | -------------------------------------------- | --- |
| 100 - 105 | パワープラッツ                               | Ch.968の「熟女満宝 パワープラッツ」にて2022年5月31日をもって放送終了 |
| 110 - 116 | パーフェクト チョイス                        | |
| 120       | 南関東地方競馬チャンネル                     | Ch.678にて放送継続中 |
| 135、970  | Vシアター                                    | 満20歳以上を対象とする番組を視聴する場合、通常の視聴契約とは別に、年齢確認を行う特別な手続きが必要 HD（Ch.970）では標準画質放送 Ch.135のみ「Vシアター135」と名が付くが、Ch.970では「Vシアター」のみ                                                                                      |
| 136       | CINEMA-R                                     | |
| 139       | アイドル☆ファイル                            | |
| 150       | ライフクリエイトチャンネル                   | |
| 151       | 学びCHANNEL                                  | |
| 161       | スカチャン                                   | |
| 171       | スカチャン                                   | |
| 172       | スカチャン6                                  | Ch.586にて放送継続中 |
| 173       | スカチャン7                                  | Ch.587にて放送継続中 |
| 176       | スカチャン                                   | |
| 177       | スカチャン                                   | |
| 178       | スカチャン8                                  | Ch.588にて放送継続中 |
| 179       | スカチャン9                                  | ←交渉人 真下正義チャンネル（期間限定） Ch.589にて放送継続中 |
| 180       | スカチャン0                                  | Ch.580にて「スポーツライブ+」として放送継続中 |
| 181       | スカチャン1                                  | Ch.581にて放送継続中 |
| 182       | スカチャン2                                  | Ch.582にて2018年9月25日をもって放送終了 |
| 183       | スカチャン3                                  | Ch.583にて2018年8月27日をもって放送終了 |
| 184       | スカチャン4                                  | Ch.584にて「スポーツライブ+2」として放送継続中 |
| 185       | スカチャン5                                  | Ch.585にて放送継続中 |
| 186       | スカチャン16                                 | 南関東地方競馬チャンネル（Ch.120）と帯域を共有していた |
| 200       | スカパー!プロモ200                           | Ch.599「スカパー!プロモ599」に移行 |
| 201       | 試験放送                                     | |
| 202       | スカパー!インフォ202                         | |
| 205       | 放送大学CSテレビ                             | BSデジタル放送に移行 |
| 210       | CS★日テレ                                    | |
| 211       | ショップチャンネル                           | ←Ch.220から移行 Ch.523にて放送継続中 |
| 212       | QVC（キューヴィーシー）                      | ←Ch.222から移行 Ch.525にて放送継続中 |
| 215       | デジキューブ                                 | |
| 216       | ベターライフチャンネル                       | Ch.529にて放送継続中 |
| 217       | セレクトショッピング Ch.217                  | Ch.528にて「セレクトショッピング」として放送継続中 |
| 218       | 車情報 V=60πDon/（itif×10^3）                | |
| 219       | スカイアイ/日本文化チャンネル桜              | 「日本文化チャンネル桜」は2017年12月1日よりインターネットでの番組配信に移行 |
| 222       | ショッピングCh/アニメフリーク222             | →QVC |
| 223       | コジマTV                                     | |
| 224       | ジョイショップ224                            | |
| 230       | 東進ドリームネット                           | |
| 239       | MOVE239                                      | |
| 240       | 240スタイル                                  | |
| 241       | ハッピー241                                  | |
| 242       | ジャパネットチャンネルDX                     | ←ジャパネットスタジオ242 Ch.524にて2021年3月31日をもって放送終了 |
| 243       | ジュエリー☆GSTV                              | Ch.527にて放送継続中 |
| 244       | ディノスチャンネル                           | ←フジテレビ.ディノス |
| 245       | ライブ245（大村&若松）                       | 競艇中継チャンネル |
| 248       | ベネッセチャンネル                           | |
| 250       | ブルームバーグテレビジョン                   | 独立音声を利用して「ブルームバーグ・ラジオ・ネットワーク」（ニューヨークのブルームバーグラジオ）を放送していた 全編英語放送 ブルームバーグテレビジョンが見られる契約であれば聴取可能であった                                                                                             |
| 251       | 日経CNBC                                     | Ch.570にて放送継続中 |
| 252       | BBCワールドニュース                          | Ch.565にて「BBCニュース」として放送継続中 |
| 253       | Book TV                                      | ←CTN中天/Book TV←CTN中天 |
| 254       | e-天気.net                                   | Ch.560にて「SORA-お天気チャンネル-」に名称変更し放送継続中 |
| 255       | 鉄道チャンネル                               | ←ACCESS←交通情報アクセス plus 天気←交通情報アクセス←ACCESS! Ch.546にて放送継続中 |
| 256       | テレ朝チャンネル2 ニュース・情報・スポーツ   | ←朝日ニュースター Ch.612にて「テレ朝チャンネル2」として放送継続中 |
| 257       | CNNj                                         | Ch.566にて放送継続中 |
| 258       | TBSニュースバード                            | Ch.572にて「TBS NEWS」として放送継続中 |
| 260       | イマジカBS・映画                             | Ch.630にて「WOWOWプラス 映画・ドラマ・スポーツ・音楽」に名称変更し放送継続中 |
| 261       | チャンネルNECO                               | Ch.633にて「映画・チャンネルNECO」として放送継続中 |
| 262       | シアター・テレビジョン                       | Ch.547の「DHCシアター カルチャー&エンターテイメント」にて2017年3月31日をもって放送終了 |
| 265       | スペースシャワーTV                           | Ch.642にて「音楽・ライブ!スペースシャワーTV」として放送継続中 |
| 266       | 歌謡ポップスチャンネル                       | ←カラオケチャンネル←パイオニアカラオケチャンネル、Ch.644にて放送継続中 |
| 267       | 第一興商スターカラオケ                       | |
| 268       | 安らぎの音楽と風景/エコミュージックTV        | ←エコミュージックTV←第一興商スタービュー |
| 269       | Music Japan TV                               | Ch.639にて「ミュージック・ジャパンTV」として放送継続中 |
| 270       | MTV                                          | Ch.640にて放送継続中 |
| 271       | ミュージック・エア                           | Ch.638にて放送継続中 |
| 272       | The MUSIC 272                                | ←MUSIC FREAK TV |
| 273、710  | STAR PLUS/アジアTV                           | Ch.273はスカイエンターテイメント（現：ジェイ・スポーツ）が、 Ch.710はニューズ・ブロードキャスティング・ジャパン（現：ウォルト・ディズニー・ジャパン）がそれぞれ運営 両チャンネルが共存していた時期があった                                                                               |
| 274       | カートゥーン ネットワーク                    | Ch.668にて「カートゥーン ネットワーク 海外アニメ国内アニメ」として放送継続中 |
| 275       | 寄席チャンネル                               | ←EXエンタテイメント←Oki Dok Ch.542にて放送継続中 |
| 276       | キッズステーション                           | Ch.669にて「キッズステーション テレビアニメ・劇場版・OVA」として放送継続中 |
| 277       | 旅チャンネル                                 | Ch.544にて放送継続中 |
| 278       | 日テレプラス ドラマ・アニメ・スポーツ        | ←ニコロデオン←NNN24（現：日テレNEWS24）←地球の声 Ch.619にて「日テレプラス ドラマ・アニメ・音楽ライブ」に名称変更し放送継続中 |
| 279       | MONDO TV                                     | Ch.659にて放送継続中 |
| 280       | 大人の趣味と生活向上◆アクトオンTV            | ←ケイコとマナブChannel プレミアムサービスでの放送終了後も、J:COMほかケーブルテレビにて2020年3月31日まで放送 |
| 281       | FOODIES TV                                   | ←食と旅のフーディーズTV←食&健康バラエティ★フーディーズTV←グルメ旅★Foodies TV←Foodies TV←食チャンネル Ch.545にて2016年4月30日をもって放送終了 |
| 282       | EXスポーツ                                   | Ch.609にて「刺激ストロングチャンネル」として放送継続中 |
| 283       | ナショジオ ワイルド                          | ←FOXライフ←SheTV←テレビじゃマール Ch.673にて2021年1月31日をもって放送終了 |
| 284       | ヨシモトファンダンゴTV                       | |
| 285       | スカイ・A sports+                            | Ch.607にて「スカイA」として放送継続中 |
| 286       | ザ・ゴルフ・チャンネル                       | |
| 288       | ビクトリーチャンネル                         | ←CARチャンネル Ch.541の「EXライブ」にて2015年6月30日をもって放送終了 |
| 300       | J SPORTS 3                                   | Ch.606にて放送継続中 |
| 301       | FIGHTING TV サムライ                         | Ch.600にて放送継続中 |
| 302       | GAORA SPORTS                                 | Ch.602にて放送継続中 |
| 303       | ゴルフネットワーク                           | Ch.601にて放送継続中 |
| 305       | J-SPORTS                                     | SKY sportsと経営統合してJSKY SPORTSになった（現：J SPORTS） |
| 306       | J SPORTS 1                                   | Ch.603にて放送継続中 |
| 307       | J SPORTS 2                                   | Ch.604にて放送継続中 |
| 308       | J SPORTS 4                                   | Ch.605にて放送継続中 |
| 309       | 日テレG+                                     | Ch.608にて「日テレジータス」として放送継続中 |
| 310       | 衛星劇場                                     | Ch.628にて放送継続中 |
| 311       | パワームービー                               | |
| 312       | ムービープラス                               | Ch.632にて放送継続中 |
| 315       | スター・チャンネル1                          | Ch.625にて「BS10スターチャンネル」として放送継続中 |
| 316       | スター・チャンネル2                          | Ch.626の「スターチャンネル2」にて2024年5月31日をもって放送終了 |
| 317       | スター・チャンネル3                          | Ch.627の「スターチャンネル3」にて2024年5月31日をもって放送終了 |
| 318       | FOXムービー プレミアム                       | Ch.624の「FOXムービー」にて2021年1月31日をもって放送終了 |
| 319       | V☆パラダイス                                 | Ch.635にて放送継続中 |
| 320       | 囲碁・将棋チャンネル                         | Ch.521にて放送継続中 |
| 321       | ディスカバリーチャンネル                     | Ch.676にて放送継続中 |
| 322       | Mチャンネル                                  | |
| 324       | T-MAX                                        | ←トラベルテレビジョン |
| 325       | 歌舞伎チャンネル                             | |
| 330       | K-MAX                                        | ←ケイ チョネル |
| 330       | WOWOW                                        | BSアナログ5chと同時放送 Ch.621・622・623にて「WOWOW プライム」・「WOWOW ライブ」・「WOWOW シネマ」として放送継続中 |
| 331       | KNTV                                         | Ch.657にて放送継続中 |
| 332       | TVEスペインチャンネル                        | |
| 333       | RECORDインターナショナル                     | 2012年5月31日放送終了 |
| 336       | CNBCビジネスニュース                         | 日経サテライトニュースと統合 現：日経CNBC |
| 340、520  | InstrucTV                                    | HD（Ch.520）では標準画質放送 |
| 341       | 東進チャンネル1                              | |
| 343       | FOXベイビー                                  | ←Baby TV こどもえいごチャンネル←グローバル ラーニング チャンネル |
| 344       | 英語TV                                       | |
| 345       | 代ゼミTVネット                               | |
| 350、732  | CHANNEL［V］                                 | Ch.350はスカイエンターテイメント（現：ジェイ・スポーツ）が、Ch.732はニューズ・ブロードキャスティング・ジャパン（現：ウォルト・ディズニー・ジャパン）がそれぞれ運営 両チャンネルが共存していた時期があった                                                                                |
| 351       | ミュージック・エア・グラフィティ             | Ch.645にて「ミュージック・グラフィティTV」として放送継続中 |
| 360       | スーパー!ドラマTV                            | Ch.647にて「スーパー!ドラマTV #海外ドラマ☆エンタメ」として放送継続中 |
| 361       | ファミリー劇場                               | Ch.660にて放送継続中 |
| 362       | ホームドラマチャンネル                       | Ch.661にて「ホームドラマチャンネル 韓流・時代劇・国内ドラマ」として放送継続中 |
| 363       | TBSチャンネル1                               | Ch.616にて「TBSチャンネル1 最新ドラマ・音楽・映画」として放送継続中 |
| 364       | TBSチャンネル2                               | Ch.617にて「TBSチャンネル2 名作ドラマ・スポーツ・アニメ」として放送継続中 |
| 370       | ヒストリーチャンネル                         | ←ライフデザインチャンネル LET's TRY Ch.674にて「ヒストリーチャンネル 日本・世界の歴史&エンタメ」として放送継続中 |
| 371       | エンタ!371                                   | Ch.959にて「エンタ!959」として放送継続中 チャンネル番号変更に伴い「アダルト」にジャンル変更 |
| 372       | 女性チャンネル♪LaLa TV                       | ←ホームチャンネル ジュピター・プログラミングに譲渡、LaLa TV（現：女性チャンネル♪LaLa TV）に統合 Ch.654にて放送継続中 |
| 373       | 国会TV                                       | |
| 380 - 386 | レジャーチャンネル（ボートレース専門TV!）    | Ch.680 - 684にて放送継続中 |
| 388       | グリーンチャンネル                           | Ch.688にて放送継続中 |
| 389       | グリーンチャンネル2                          | Ch.689にて放送継続中 |
| 390 - 395 | （ケイリンライブ）SPEEDチャンネル            | Ch.690 - 696にて「SPEEDチャンネル（競輪ライブ）」として放送継続中 |
| 400 - 499 | スターデジオ                                 | 4K放送対応プレミアムサービスチューナー搭載機器では聴取不可（ただし、TZ-WR4KPでは聴取可能） |
| 500       | 放送大学CSラジオ                             | BSデジタル放送に移行 |
| 501、502  | デジタルたんぱ                               | |
| 500       | パーフェクト チョイス プレミア1              | |
| 501       | パーフェクト チョイス プレミア2              | |
| 502       | Channel 4K                                   | 次世代放送推進フォーラムによる4K試験放送 スカパー!が運営するチャンネルではなかった |
| 503       | Radio Indies                                 | ←Music Japan Radio←Sound Witch Radio |
| 505       | DIGITAL J-WAVE                               | SOUND PLANETに移行 |
| 506       | はいさい!ラジオ506                           | ラジオ沖縄運営 |
| 514       | TVグローボ・インターナショナル               | ←IPCラテンアメリカチャンネル 以前はCh.334にて放送。ただし、プレミアムサービス光では放送されなかった |
| 515       | MNC International                            | プレミアムサービス光では放送されなかった |
| 524       | ジャパネットチャンネルDX                     | Ch.BS200にて「BS10」が放送中（スカパー!とは関係ない） |
| 526       | MALL OF TV                                   | HD（Ch.526）では標準画質放送 以前はCh.221にて放送。ただし、プレミアムサービス光では放送されなかった |
| 530       | ライブ530                                    | 競艇中継チャンネル |
| 531       | たちかわ・西武園競輪チャンネル               | |
| 541       | CLUB TV                                      | ←EXライブ |
| 545       | FOODIES TV                                   | |
| 547       | DHCシアター カルチャー&エンターテイメント    | 2017年4月1日より「DHCテレビ」としてインターネットでの番組配信に移行 |
| 551       | サッカー! プラス                             | |
| 557       | ビジネス・ブレークスルー                     | プレミアムサービス光では放送されなかった テレビでの視聴にはビジネス・ブレークスルーへの申し込みと、専用アプリのダウンロードが必要 |
| 579       | BSスカパー!                                  | 有料チャンネル契約者は無料 2022年10月31日閉局 |
| 580       | スカサカ!                                    | ←スカチャン0 現在は「スポーツライブ+」を放送中 |
| 582       | スカチャン2                                  | |
| 583       | スカチャン3                                  | |
| 584       | スカチャン4                                  | 現在は「スポーツライブ+2」を放送中 |
| 592       | スカチャン12                                 | |
| 593       | スカチャン13                                 | |
| 594       | スカチャン14                                 | |
| 595       | スカチャン15                                 | |
| 595       | スカパー!4K 体験                             | ←スカパー!4K 映画 |
| 596       | スカチャン3D                                 | |
| 596       | スカチャン1 4K                               | ←スカパー!4K 総合 「スカチャン1」とは別内容 有料チャンネル契約者は無料 |
| 597       | ショップチャンネル 4K                        | ←スカパー!4K 体験 新4K8K衛星放送（左旋） Ch.BS4K211にて放送継続中 |
| 598       | 4K QVC                                       | 新4K8K衛星放送（左旋） Ch.BS4K221にて放送継続中 |
| 610       | FOXスポーツ&エンターテイメント               | |
| 624       | FOXムービー                                  | |
| 626       | スターチャンネル2                            | |
| 627       | スターチャンネル3                            | |
| 637       | クラシカ・ジャパン                           | |
| 643       | 100%ヒッツ!スペースシャワーTV プラス         | 2025年6月30日をもって放送終了 |
| 646       | ファッションTV                               | |
| 648       | ユニバーサル チャンネル HD                   | |
| 652       | FOXクラシック 名作ドラマ                     | ←FOXCRIME HD |
| 653       | FOXライフ HD                                 | 2011年10月1日にCh.673「ナショジオ ワイルド」にチャンネル変更 |
| 653       | DATV                                         | 2021年に放送終了 |
| 666       | Kawaiian TV                                  | Ch.BS265にて「BSよしもと」が無料放送中 |
| 671       | ディズニーXD                                 | |
| 673       | ナショジオ ワイルド                          | |
| 685       | JLC685Wプラス                                | |
| 686       | JLC686プラス                                 | |
| 687       | JLC687プラス                                 | |
| 703       | Tennis TV                                    | |
| 704       | フジテレビNEXT ライブ・プレミアム            | Ch.613にて放送継続中 |
| 706       | ザ・シネマ                                   | Ch.631にて放送継続中 |
| 707       | 日本映画専門チャンネル                       | ←特別無料チャンネル（1998年4 - 6月） 放送終了後、「日本映画専門チャンネル」を放送 Ch.634にて放送継続中 |
| 708       | 東映チャンネル                               | Ch.629にて放送継続中 |
| 709       | エキサイティング・グランプリ                 | Ch.636にて放送継続中 |
| 711 - 713 | Sky Movies                                   | 3チャンネル時差放送 スター・チャンネルと経営統合した |
| 714 - 716 | Sky Cinema                                   | 3チャンネル時差放送 スター・チャンネルと経営統合した |
| 717       | テレ朝チャンネル1 ドラマ・バラエティ・アニメ | Ch.611にて「テレ朝チャンネル1」として放送継続中 |
| 718       | 時代劇専門チャンネル                         | ←ワールドカップのための500時間（1998年、フランスW杯開催期間中） 放送終了後「時代劇専門チャンネル」を放送 Ch.662にて放送継続中 |
| 719       | avanzTV チャオ!キネマ・アモーレ              | |
| 720       | エンタメ〜テレ☆シネドラバラエティ            | ←シーエスGyaO←カミングスーンTV Ch.618にて放送継続中 |
| 721       | フジテレビTWO ドラマ・アニメ                 | Ch.615にて放送継続中 |
| 722       | FOX                                          | Ch.651にて「Dlife（ディーライフ）」として放送継続中 |
| 723       | サスペンスシアター FOXCRIME                  | Ch.652の「FOXクラシック 名作ドラマ」にて2018年9月30日をもって放送終了 |
| 724       | アニマックス                                 | Ch.670にて放送継続中 |
| 725       | AXN 海外ドラマ                               | Ch.650にて「アクションチャンネル」として放送継続中 |
| 726       | 関西テレビ☆京都チャンネル                    | ←京都チャンネル |
| 727       | 北野チャンネル                               | フジテレビ721（現：フジテレビTWO ドラマ・アニメ） 「チャンネル北野」→「チャンネル北野eX」→「チャンネル北野NEO」として放送していた |
| 728       | AXNミステリー                                | ←ミステリチャンネル Ch.649にて「ミステリーチャンネル」として放送継続中 |
| 729       | アニメシアターX（AT-X）                      | Ch.667にて放送継続中 |
| 730       | ディズニー・チャンネル                       | Ch.620にて放送継続中 |
| 731       | MUSIC ON! TV（エムオン!）                    | ←MUSIC ON TV!←Viewsic Ch.641にて放送継続中 |
| 732       | 100%ヒッツ!スペースシャワーTV プラス         | ←ミュージックビデオ専門/VMC Ch.643にて2025年6月30日をもって放送終了 |
| 733       | M-BROS                                       | |
| 734       | Music Link                                   | |
| 735       | スーパークラシックTV                         | |
| 736       | クラシカ・ジャパン                           | Ch.637にて2020年10月31日をもって放送終了 |
| 738       | FOXスポーツ&エンターテイメント               | ←CoCoRo TV Ch.610にて2020年3月31日をもって放送終了 |
| 739       | フジテレビONE スポーツ・バラエティ           | Ch.614にて放送継続中 |
| 741       | ナショナル ジオグラフィック チャンネル       | Ch.675にて「ナショナル ジオグラフィック」として放送継続中 |
| 741、798  | FOX NEWS CHANNEL                             | Ch.335→798はスカイエンターテイメント（現：ジェイ・スポーツ）が、Ch.741、740はニューズ・ブロードキャスティング・ジャパン（現：FOXインターナショナル・チャンネルズ → FOXネットワークス・グループ → ウォルト・ディズニー・ジャパン）がそれぞれ運営 Ch.335とCh.741が共存していた時期があった |
| 742       | Bloomberg Television                         | |
| 744       | ウェザーニュース                             | |
| 745       | 日テレNEWS24                                 | Ch.571にて放送継続中 |
| 746       | ディズニーXD                                 | ←トゥーン・ディズニー Ch.671にて2021年1月31日をもって放送終了 |
| 747       | アニマルプラネット                           | Ch.677にて放送継続中 |
| 749       | アジアドラマチックTV★So-net                  | ←So-netチャンネル←Vaio Net Ch.655にて「アジアドラマチックTV（アジドラ）」として放送継続中 |
| 750       | Jドキュメント750                             | ←夢ゆうゆうチャンネル |
| 750       | DATV                                         | Ch.653にて2021年5月31日をもって放送終了 |
| 751       | ニコロデオン/アニメ・子どもTV                | |
| 752       | 卓球・バドミントンTV752                      | |
| 753       | 釣りビジョン                                 | Ch.540にて放送継続中 |
| 754       | スーパービューティチャンネル                 | |
| 755       | チャンネルBB                                 | ←コンピュータチャンネル ジュピター・プログラミングに譲渡、リアリティTVに変更 |
| 755       | リアリティTV                                 | NBCユニバーサルに譲渡、SCI FIに変更 |
| 755       | ユニバーサル チャンネル                      | ←SCI FI |
| 756       | パソコンTV!                                  | ←アビバ・パソコンTV |
| 757       | ビジネス・ブレークスルー                     | Ch.557にて2018年11月30日をもって放送終了 |
| 758       | PET TV                                       | |
| 759       | パチンコ★パチスロTV!                         | Ch.536にて放送継続中 |
| 760       | IR21                                         | |
| 761       | ウェルフェアチャンネル                       | |
| 762       | GROWTH & EDUCATION                           | ←子育てch.GROWTH |
| 763       | オークションTV                               | |
| 764       | JBS日本福祉放送                              | |
| 765       | ファッションTV                               | ←fashiontv←子育て支援・サイエンスチャンネル Ch.646にて2016年3月31日をもって放送終了 |
| 766       | ダイワ・証券情報TV                           | ←ダイワサテライトTV |
| 767       | 日本文化チャンネル桜                         | 2017年12月1日よりインターネットでの番組配信に移行 |
| 768       | ヒューマンネットワークTV                     | |
| 771       | 資格TV                                       | |
| 772       | ケアネットTV・メディカルCh.                  | |
| 773       | Australia Network                            | |
| 774       | 医療福祉チャンネル774                        | |
| 777       | リゾーム・セット                             | ←Q/TACチャンネル←PassionQ |
| 777       | パチ・スロ サイトセブンTV                    | ←パチ・スロ サイトセブンTV2 Ch.537にて放送継続中 |
| 779       | ピースチャンネル                             | |
| 781       | チャンネル中国                               | |
| 782       | TVB大富                                      | 2011年9月30日放送終了 |
| 783       | 中国テレビ★CCTV大富                          | Ch.568にて「中国テレビ★大富チャンネル」として放送継続中 |
| 784       | フェニックステレビ（鳳凰衛視）               | Ch.518にて放送継続中 |
| 785       | CCTV-9→MATV ムービーアジア                   | 2011年5月31日放送終了 |
| 786       | ALPHANETWORK TV                              | |
| 787       | ザ・フィリピノ・チャンネル                   | 2009年1月に一旦終了し、2009年10月に放送再開。2012年9月30日放送終了 |
| 788       | TV5 JAPON                                    | |
| 790       | TV J-Korea                                   | |
| 791       | KBS World                                    | Ch.656にて「KBS World 韓流専門チャンネル」として放送継続中 |
| 792       | Mnet                                         | Ch.658にて放送継続中 |
| 795       | ミュージック・グラフィティTV                 | Ch.645にて放送継続中 |
| 797       | スカイ名画座                                 | |
| 799       | スカイニュース                               | |
| 900       | プレイボーイ チャンネル                      | Ch.943にて放送継続中 |
| 901       | レインボーチャンネル                         | Ch.944にて放送継続中 |
| 902       | ミッドナイト・ブルー                         | Ch.945にて放送継続中 |
| 903       | フラミンゴ903                                | Ch.967にて「フラミンゴ」として放送継続中 |
| 904       | チャンネル・ルビー                           | Ch.965にて「レッドチェリー」として放送継続中 |
| 905       | ブルーチェリー                               | Ch.947にて「チェリーボム」として放送継続中 |
| 906       | みるく906                                    | |
| 907       | Splash                                       | Ch.966にて放送継続中 |
| 908       | VENUS                                        | Ch.957にて放送継続中 |
| 910       | Zaptv                                        | Ch.960にて放送継続中 |
| 911       | kmpチャンネル                                | Ch.942にて放送継続中 |
| 912       | まんぞくチャンネル                           | Ch.958にて「バニラスカイチャンネル」として放送継続中 |
| 913       | パラダイステレビ                             | Ch.946にて放送継続中 |
| 914       | ピンクチェリー                               | Ch.961にて2014年9月30日をもって放送終了 |
| 915       | イエローチェリー                             | Ch.962にて2015年3月31日をもって放送終了 |
| 916       | ダイナマイトTV                               | Ch.963にて放送継続中 |
| 917       | AV王                                         | Ch.964にて放送継続中 |
| 948       | アダルトHDレッド                             | |
| 949       | アダルトHDブルー                             | |
| 961       | ピンクチェリー                               | HDでは標準画質放送 |
| 962       | イエローチェリー                             | |
| 968       | 熟女満宝 パワープラッツ                      | |
| 971、972  | パーフェクト チョイス EX1-2                  | Ch.972は、プレミアムサービス光では放送されなかった |
| 973 - 975 | パーフェクト チョイス EX3-5                  | HDでは標準画質放送 プレミアムサービス光では放送されなかった |

## 放送開始を断念したチャンネル

### スカパー!
- スタジオ ユニバーサル - ユニバーサル映画のCS放送。当初は2001年開局予定であったが、断念した。
- 13thストリート - 海外ドラマのCS放送。当初は2001年開局予定であったが、断念した。
- CS NOW - エンターテインメントのCS放送。当初は2002年開局予定であったが、断念した。
- AQデータ放送 - AQステーション（後のインターローカルTV）のデータ放送。当初は196chで開局予定であったが、高性能チューナーの開発遅れなどを理由に放送開始を断念。当初は放送休止状態であった。
- チャンネル北海道 - STV（札幌テレビ放送）のCS放送。北海道情報を発信することを目的に110度CSデジタル放送の許可申請を提出するも却下された。

### スカパー!プレミアムサービス
- ネイチャーワールドチャンネル - ネイチャーワールドのCS放送。当初は1999年で開局予定だったが、断念した。
- 未定〔外国語チャンネル〕 - 外国語のCS放送。当初は2002年で開局予定だったが、断念した。
- 情報ステーション765 - 情報番組のCS放送。当初は2001年で開局予定だったが、断念した。
- 未定〔競輪中継・3ch分〕 - 競輪中継の3ch分の放送。当初は2001年で開局予定だったが、断念した。
- ふるさと778 - ふるさとのCS放送。当初は1999年で開局予定だったが、断念した。
- 未定（健康相談） - 健康相談のCS放送。当初は1999年で開局予定だったが、断念した。
- C・C・Ch - エンターテインメントのCS放送。当初は1998年で開局予定だったが、断念した。
- ヘルスネットチャンネル - 厚生労働省のCS放送。当初は1999年で開局予定だったが、断念した。
- 関西大学チャンネル - 関西大学のCS放送。当初は1999年で開局予定であったものの、断念した。
- Eチャンネル - 医療福祉のCS放送。当初は1998年で開局予定だったが、断念した。
- All Star TV - 芸能界のCS放送。当初は1999年で開局予定であったものの、断念した。
- ミュージック・エア・ロックス - 音楽のCS放送。当初は1999年で開局予定だったが、断念した。
- CSCテレビ - ソニーのCS放送。当初は1999年で開局予定だったが、断念した。
- 南西国際衛星Ch - 沖縄のCS放送。当初は1998年で開局予定だったが、断念した。
- パーフェクトシニアジャパン - 若者のCS放送。当初は1999年で開局予定だったが、断念した。
- フォックス ドキュメンタリー - ドキュメンタリーのCS放送。当初は1998年で開局予定だったが、断念した。
- 茶の湯チャンネル - 茶の湯のCS放送。当初は1998年で開局予定だったが、断念した。
- スカイPC - パソコンのCS放送。当初は1997年で開局予定だったが、断念した。
- スカイOne - エンターテインメントのCS放送。当初は1997年で開局予定だったが、断念した。
- スカイムービーズ - 映画のCS放送。当初は1997年で開局予定だったが、断念した。
- コリアビジョン - 韓国のCS放送。当初は1997年で開局予定だったが、断念した。
- ニューディスクエクスプレス〔29ch〕 - 音楽のCS放送。当初は1996年で開局予定だったが、断念した。